# Thomas Creech
Thomas Creech (1659 – 19 de julio de 1700) fue un traductor británico de obras clásicas, y director de la Sherborne School. Tradujo al poeta latino Lucrecio a verso en 1682, por lo que fue nombrado Fellow (miembro) de la Universidad de Oxford. También produjo versiones inglesas de Manilio, Horacio, Teócrito, y otros clásicos.

## Biografía
Nació en Blandford Forum, Dorset. Su padre, también llamado Thomas Creech, murió en 1720, y su madre, Jane Creech, murió en 1693; tuvieron dos hijos: Thomas, el traductor, y  su hermana Bridget, quién se casó con Thomas Bastard, un arquitecto de Blandford, con el que tuvo seis hijos y cuatro hijas. Los padres de Creech no fueron ricos. La formación clásica de Creech se debió a Thomas Curgenven, rector de Folke en Dorset (más conocido como maestro de la escuela de Sherborne). Creech le dedicó su traducción del "Séptimo idilio" de Teócrito, reconociendo su deuda con Curgenven en el prefacio a su traducción de Horacio. Su educación fue costeada por el Coronel Strangways, un miembro de una conocida familia del condado.
En 1675 Creech fue admitido en el Wadham College de Oxford, bajo la tutoría del médico Robert Pitt. Creech tradujo uno de los Idilios de Teócrito y se lo dedicó a su "camarada el Señor Hody de la Universidad de Wadham", y otro está dedicado a Robert Balch, quién en una fecha más tardía era su "amigo y tutor". Dos de sus cartas están contenidas en el Diario de John Evelyn. Fue elegido becario de su universidad el 28 de septiembre de 1676, y posteriormente se graduó allí: Bachelor of Arts el 27 de octubre de 1680, Master of Arts el 13 de junio de 1683, y Bachelor of Divinity el 18 de marzo de 1696. Fue un reputado becario, y uno de los primeros en beneficiarse de las reformas introducidas por William Sancroft en las elecciones para los miembros del All Souls College, donde fue elegido socio en 1683.
Durante dos años (entre 1694 y 1696) fue director de la Sherborne School, pero entonces regresó a Oxford, donde ya en 1698 empezó a comportarse de manera extraña. Aceptó vivir en el colegio universitario de Welwyn el 25 de abril de 1699, pero nunca residió allí. Después de cinco días desaparecido, se descubrió (en julio de 1700) que se había suicidado ahorcándose en un desván de la casa del señor Ives (un farmacéutico), donde se alojaba. Había pretendido casarse con Philadelfia Playdell de Saint Giles, Oxford, pero sus amigos no consentieron el matrimonio. En su testamento, datado el 18 de enero de 1699, y registrado el 28 de junio de 1700, dividía sus bienes en dos partes, una para su hermana Bridget (reservado para el uso de su padre durante el resto de su vida y después para ella), y la otra para Philadelfia Playdell, a la que nombró ejecutora única. Philadelfia se casó posteriormente con Ralph Hobson, mayordomo de Christ Church, Oxford, muerto en 1706 a los 34 años de edad sin grandes recursos económicos.
Después de su muerte se publicaron dos tratados:
- A Step to Oxford, or a Mad Essay on the Reverend Mr. Tho. Creech's hanging himself (as 'tis said) for love. With the Character of his Mistress, 1700. (Un paseo por Oxford, o un Ensayo Loco sobre el Reverendo Mr. Thomas Creech colgado a sí mismo (como se suele decir) por amor. Con la Figura de su Dueña)
- Daphnis, or a Pastoral Elegy upon the unfortunate and much-lamented death of Mr. Thomas Creech (Daphnis, o una Elegía Pastoral acerca de la desafortunada y muy lamentada muerte de Mr. Thomas Creech), 1700; second edition (corrected) 1701, and it is also found in ‘A Collection of the best English Poetry,’ vol. i. 1717.[2]

Su retrato, un óvalo a tres cuartos en hábito clerical, fue donado por Humphrey Bartholomew a la galería de pinturas de Oxford. Fue ensalzado por R. White y también por Van der Gucht.

## Trabajos
La traducción de Lucrecio compuesta por Creech en 1682 rivalizó en popularidad con las de Virgilio de John Dryden y las de Homero de Alexander Pope. Una segunda edición aparecida al año siguiente con versos añadidos de género demostrativo latinos e ingleses, algunos de los cuales incluyen los nombres de Nahum Tate, Thomas Otway, Aphra Behn, Richard Duke, y Edmund Waller; y donde Dryden publicó sus traducciones de Teócrito, Lucrecio, y Horacio, e hizo comentarios encomiásticos al trabajo de Creech en el prefacio. El Lucrecio de Creech fue a menudo reimpreso, y se incluyó en la edición de los Poetas Británicos de Robert Anderson. Una edición aparecida en 1714 contenía traducciones de versos anteriormente omitidos y de numerosas notas manuscritas de otros autores, compilando un sistema completo de la filosofía de Epicuro.
El éxito de su traducción de Lucrecio indujo a Creech a lanzar una edición del trabajo original. Apareció en 1695 con el título "Titi Lucretii Cari de rerum natura libri sex, quibus interpretationem et notas addidit Thomas Creech", y fue dedicado a su amigo Christopher Codrington. Esta edición también fue a menudo reimpresa, en particular en Glasgow en 1753. El acuerdo de Creech con Abel Swalle para la preparación de este volumen se hizo a medias entre Ballard MSS y la Bodleian Library. H. A. J. Munro en su edición de Lucrecio escribió de Creech (tomando prestadas anotaciones principalmente de Lambinus), que atribuía la popularidad de su trabajo a su claridad y brevedad.
En 1684 Creech publicó "Las Odas, Sátiros, y Epístolas" de Horacio. Obra escrita en inglés, fue reeditada en el mismo año, y otra vez en 1688, 1715, 1720, y 1737. Otras traducciones de Creech fueron:
- Varias elegías de Ovidio con la segunda y la tercera égloga de Virgilio en una colección de ‘Miscellany Poems', de 1684.
- "Laconick Apothegms", o refranes notables de los Espartanos en "La moral de Plutarco", 1684, vol. i. pt. iii. 135–204; un Discurso sobre el Demon de Sócrates, ib. ii. pt. vi. 1–59; y los primeros dos libros del Symposiacks, ib. ii. pt. vi. 61–144, iii. pt. viii. 139–418.
- "Vidas de Solon, Pelopidas, y Cleomenes" en "las vidas de Plutarco", 1683–6, 5 vols., una edición a menudo reeditada en la primera mitad del siglo XVIII.
- "Idilios de Teócrito", con un discurso de Rapin sobre las Pastorales, en inglés, 1684, y reeditado en 1721, dedicado a Arthur Charlett.
- "La decimotercera Sátira" de Juvenal, con notas, en la traducción por el Señor Dryden y otras manos eminentes, 1693.
- "Versos de Santolius Victorinus", precedidos por "The compleat Gard'ner of de la Quintinye", en inglés, por John Evelyn, 1693.
- "Los cinco libros de M. Manilius conteniendo un sistema de la astronomía antigua y astrología, hecho a verso inglés", con notas, 1697.
- "Vida de Pelopidas" en las ‘Vidas de Hombres Ilustres' por Cornelius Nepos, traducido por el Hon. Señor Finch, Señor Creech, y otros, 1713.[2]

Cuando murió, Creech estaba trabajando en una edición de Justino Mártir.